# 959
| Calendário gregoriano                                                        | 959 CMLIX                                              |
| Ab urbe condita                                                              | 1712                                                   |
| Calendário arménio                                                           | 408 – 409                                              |
| Calendário bahá'í                                                            | -885 – -884                                            |
| Calendário budista                                                           | 1503                                                   |
| Calendário chinês                                                            | 3655 – 3656 Início a 11 de fevereiro (aproximadamente) |
| Calendário copta                                                             | 675 – 676                                              |
| Calendário etíope                                                            | 951 – 952                                              |
| Calendários hindus - Vikram Samvat - Calendário nacional indiano - Cáli Iuga | 1014 – 1015 880 – 881 4059 – 4060                      |
| Calendário Holoceno                                                          | 10959                                                  |
| Calendário islâmico                                                          | 348 – 349                                              |
| Calendário judaico                                                           | 4719 – 4720                                            |
| Calendário persa                                                             | 337 – 338                                              |
| Calendário rúnico                                                            | 1209                                                   |
| Calendário solar tailandês                                                   | 1502                                                   |

959  (CMLIX na numeração romana) foi um ano comum  do século X do Calendário Juliano, da Era de  Cristo, teve início a um sábado e terminou também a um sábado, e a  sua letra dominical foi B  (52 semanas).
No  território que viria a ser o reino de  Portugal estava em vigor a Era de César que já contava 997 anos.
| Ano completo                   |
| ------------------------------ |
| Ano comum com início ao sábado |

## Eventos
- Doação de vastos domínios e livros ao Mosteiro de Nossa Senhora da Oliveira, pela condessa do Condado Portucalense Mumadona Dias.

## Nascimentos
- En'yu, 64º imperador do Japão.

## Mortes
- 1 de Outubro - rei Eduíno de Inglaterra (n. ca. 941).